# Борха, Франсиско де (кардинал)
О тезоименитом святом см. Борджа, Франсиско, о колониальном чиновнике — Борха-и-Арагон, Франсиско де
Франси́ско де Бо́рха или Франче́ско де Бо́рджиа (исп. Francisco de Borja; 1441, Хатива — 4 ноября 1511, Реджо-нель-Эмилия) — кардинал-непот (племянник) римского папы Александра VI из рода Борджиа.

## Биография
Известен своей враждой с кардиналом делла Ровере (впоследствии папой Юлием II). Был взят под стражу после того, как в руки понтифика попали письма кардинала Франциско к кузине Лукреции в Феррару. Был освобождён по требованию всей Священной коллегии кардиналов.
Впоследствии Франсиско Борха присоединился к Карвахалю и французским кардиналам, когда они предприняли неудачную попытку свергнуть Юлия II на соборе в Пизе в 1511 году. 
Лишён кардинальского титула 24 октября 1511 по решение Коллегии кардиналов и скончался от апоплексического удара в Реджо-нель-Эмилия.

## В культуре
Франсиско де Борха упоминается в компьютерной игре Assassin's Creed: Brotherhood. По сюжету, он послал зашифрованное письмо главарям Последователей Ромула, римской религиозной секты, с приказом очистить Рим от ордена ассасинов. Однако, это письмо было перехвачено главным героем игры ассасином Эцио Аудиторе.